# Macaulay Culkin
Macaulay Macaulay Culkin Culkin (IPA: [məˈkɔːli məˈkɔːli 'kʌlkɪn 'kʌlkɪn], eredetileg Macaulay Carson Culkin,  New York, 1980. augusztus 26. – ) amerikai színész és zenész.
Legismertebb alakításait gyerekszínészként nyújtotta a Reszkessetek, betörők!, a Reszkessetek, betörők! 2. – Elveszve New Yorkban és a Richie Rich – Rosszcsont beforr című filmek főszereplőjeként. Pályafutása csúcsán a legsikeresebb gyerekszínésznek tartották Shirley Temple óta. A VH1 csatorna Minden idők 100 legnagyobb gyerek sztárja listáján a második helyet foglalja el.

## Gyermekkora
Manhattan Yorkville nevű körzetében született Patricia Brentrup és Kit Culkin, egy korábbi, a Broadway-n nagy karriert befutott színpadi színész fiaként. A család harmadik gyermeke volt, rajta kívül született négy fiú és két lány. Apai nagynénje, Bonnie Bedelia szintén színész. Korai gyermekkorában a család csak egy kis házat engedhetett meg magának: az anyja telefonközpontos, az apja sekrestyés volt a helyi katolikus templomban. Ír katolikusként nevelkedett, vallásos iskolában kezdte meg tanulmányait. Tanult még balettet is az Amerikai Balettiskolában.

## Színészi karrierje

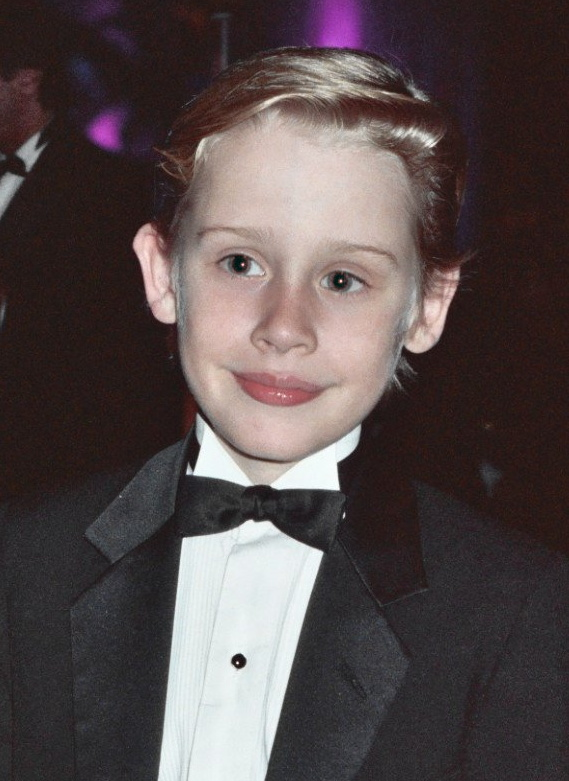
Macaulay Culkin 1991-ben

Apja, Kit Macaulayból és 6 testvéréből gyerekszínészt akart csinálni. Négyévesen meghallgatásokra küldte, ahol hamar befutott, és a Bach gyermekek című színpadi produkcióban kezdett játszani, mely a New York-i Filharmonikusokkal készült. Az 1980-as években folytatta a szereplést színpadon, TV-ben és filmekben. Ebben az időszakában fontos szerepet játszott egy népszerű sorozat, az Equalizer, melynek egyik részében egy gyermekrablás áldozatát játszotta. Szerepelt még a Belevaló papapótló című filmben, amiben az általa megformált karakter John Candy címszerepkaraktere után nyomozott, azzal az alappal, hogy „Gyerek vagyok, ez a dolgom!”.
Culkin akkor tett szert nemzetközi hírnévre, amikor Kevin McCallistert játszotta az 1990-ben bemutatott Reszkessetek, betörők! című filmben, ahol újra együtt dolgozott a Belevaló papapótló írójával és rendezőjével, John Hughes-szal. Az 1992-es folytatásban tért vissza Kevin szerepébe, a Reszkessetek, betörők! 2. – Elveszve New Yorkban című filmben, amely szintén nagy siker lett. Ebben az időben kötött barátságot Michael Jacksonnal, Black or White című klipjének forgatása közben. Jacksonnal több nyarat együtt töltött például Bermudán, vagy Disney Worldben, és rendszeresen tartózkodott az énekes Neverland nevű birtokán is.
A Reszkessetek, betörők! és a My Girl – Az első szerelem sikerei ellenére a többi film, melyben Culkin szerepelt, nem váltak híressé. A Palira vettem a papát, a Richie Rich – Rosszcsont beforr, a Reszkessetek, nem hagyom magam! mind csak kis hasznot hoztak a jegypénztáraknak.
Főszerepet játszott még a Diótörő megfilmesített változatában is, mely az 1954-es New York-i balett rendezés alapján készült.
Pár év pihenő után 2000-ben tért vissza egy a Madam Melville-beli szereppel, melyet londoni West End színházban adtak elő. 2003 tavaszán vendégszerepet vállalt az NBC egyik tévékomédiájában, a Will és Grace-ben. Karen Walker válási ügyvédjének szerepe ígéretes meghallgatásokat hozott számára. 2003-ban ismét a mozgókép felé fordult: a Party szörnyekben egészen más szerepet játszik, mint amikről megismerhettük, egy parti reklámozót, aki drogozik, és elítélték gyilkosságért. Hamarosan egy mellékszereppel folytatta A rosszak jobbak című filmben, ahol egy tolószékes ateista tanulót játszik, egy konzervatív keresztény iskolában. Habár a film csak mérsékelt sikert aratott a jegypénztárakban Culkin mégis pozitív visszajelzéseket kapott, és jó következtetéseket vonhatott le felnőtt színészi pályájának jövőjéről.
Kommentátorként mutatkozott be Seth Green Robotcsirke című sorozatában. 2006-ban kiadott egy önéletrajzi regényt, amiben többek közt szót ejt a sztárságának jó és rossz oldalairól, valamint apjával való ingatag kapcsolatáról. Főszerepet játszott még a Párcsere című vígjátékban is, melynek forgatókönyvírója és rendezője Miles Brandman. Alexis Dziena, Kuno Becker és Eliza Dushku játsszák a mellékszerepeket, akiknek a terápia-vezetőjük csoportos szeretkezést javasol gyógymódként. Culkin a Rosszak jobbak utáni első filmjének forgatására 2006-ban került sor. A film 2007. november 30-án debütált Los Angelesben, és a First Look Pictures 2008. január 22-én ki adta DVD-n is. Culkin ezután az NBC A királyság című sorozatában szerepelt.
2023. december 1-jén csillagot kapott a Hollywood Walk of Fame-en. A ceremónián jelen volt a Reszkessetek, betörők filmbéli édesanyja, Catherine O’Hara és a Party szörnyek sztárja, Natasha Lyonne, akik beszédet mondtak Culkin tiszteletére.

## Magánélete
15 éves volt, amikor a szülei elkezdtek harcolni a felügyeletéért, és ez ahhoz vezetett, hogy Culkin legálisan függetlenedhetett a családjától. Az apja lett a menedzsere.
1998-ban feleségül vette Rachel Minert, akitől 2000-ben vált el. 2002-től kezdve randevúzott Mila Kunisszal, 2010-ben véget ért a kapcsolat. 2018 óta Brenda Song színésznő párja, két gyermekük (Dakota és Carson) született.
Bár egy ideig római katolikus hitben nevelkedett, Macaulay mára inkább azt vallja, hogy nem vallásos, de hisz Istenben. A 2004-es Rosszak jobbak című filmje sok mindent megmutatott az amerikai keresztény társadalombeli ellentétekből.
2004 szeptemberében letartóztatták kábítószer-birtoklás miatt, de kiengedték, négyezer dolláros óvadék ellenében. Hamarosan azonban ismét vádat emeltek ellene több, kábítószerrel kapcsolatos visszaélés miatt. Az ügyvédjeinek sikerült lefaragnia a büntetését három évről egyre, valamint részt kellett vennie egy intenzív elvonókúrán.
Los Angelesben él, de sok időt tölt New Yorkban. Imádja a profi birkózást, számos eseményen megjelenik.

## Filmográfia

### Film
| Év   | Magyar cím                                       | Eredeti cím                    | Szerep                    | Magyar hang     | Rendező             |
| ---- | ------------------------------------------------ | ------------------------------ | ------------------------- | --------------- | ------------------- |
| 1988 | Rocket Gibraltár                                 | Rocket Gibraltar               | Cy Blue Black             |                 | Daniel Petrie       |
| 1989 | Reggel találkozunk                               | See You in the Morning         | Billy Livingstone         | Fülöp Jeromos   | Alan J. Pakula      |
| 1989 | Belevaló papapótló                               | Uncle Buck                     | Miles Russell             | Jávor Dániel    | John Hughes         |
| 1990 | Jákob lajtorjája                                 | Jacob's ladder                 | Gabe Singer (cameo)       | Halasi Dániel   | Adrian Lyne         |
| 1990 | Reszkessetek, betörők!                           | Home Alone                     | Kevin McCallister         | Szentesi Gergő  | Chris Columbus (1.) |
| 1991 | Mama pici fia                                    | Only the Lonely                | Billy Muldoon             | Szalay Csongor  | Chris Columbus (2.) |
| 1991 | My Girl – Az első szerelem                       | My Girl                        | Thomas J. Sennett         | Gerő Gábor      | Howard Zieff        |
| 1992 | Reszkessetek, betörők! 2. – Elveszve New Yorkban | Home Alone 2: Lost in New York | Kevin McCallister         | Szentesi Gergő  | Chris Columbus (3.) |
| 1993 | A jófiú                                          | The Good Son                   | Henry Evans               | Simonyi Balázs  | Joseph Ruben        |
| 1993 | Diótörő                                          | The Nutcracker                 | A Diótörő hercege         | Szentesi Gergő  | Emile Ardolino      |
| 1994 | Palira vettem a papát                            | Getting Even With Dad          | Timmy Gleason             | Simonyi Balázs  | Howard Deutch       |
| 1994 | Reszkessetek, nem hagyom magam!                  | The Pagemaster                 | Richard Tyler             | Szvetlov Balázs | Joe Johnston        |
| 1994 | Reszkessetek, nem hagyom magam!                  | The Pagemaster                 | Richard Tyler             | Szvetlov Balázs | Pixote Hunt         |
| 1994 | Richie Rich – Rosszcsont beforr                  | Richie Rich                    | Richard "Richie" Rich Jr. | Szentesi Gergő  | Donald Petrie       |
| 2003 | Party szörnyek                                   | Party Monster                  | Michael Alig              | Molnár Levente  | Fenton Bailey       |
| 2003 | Party szörnyek                                   | Party Monster                  | Michael Alig              | Molnár Levente  | Randy Barbato       |
| 2004 | A rosszak jobbak                                 | Saved!                         | Roland Stockard           | Simonyi Balázs  | Brian Dannelly      |
| 2007 | Párcsere                                         | Sex and Breakfast              | James Fitz                | Timon Barna     | Miles Brandman      |
| 2011 |                                                  | The Wrong Ferrari              | önmaga                    |                 | Adam Green (1.)     |
| 2015 |                                                  | Adam Green's Aladdin           | Ralph                     |                 | Adam Green (2.)     |
| 2019 |                                                  | Changeland                     | Ian                       |                 | Seth Green          |

### Televízió
| Év        | Magyar cím                          | Eredeti cím                           | Szerep                                               | Megjegyzések |
| --------- | ----------------------------------- | ------------------------------------- | ---------------------------------------------------- | ------------ |
| 1985      |                                     | The Midnight Hour                     | Halloween-i gyerek                                   | tévéfilm     |
| 1988      |                                     | The Equalizer                         | Paul Gephardt                                        | 1 epizód     |
| 1991      |                                     | Wish Kid                              | Nicholas McClary (hangja)                            | 13 epizód    |
| 1991      | Saturday Night Live                 | Saturday Night Live                   | önmaga (házigazda)                                   | 1 epizód     |
| 1994      | Frasier – A dumagép                 | Frasier                               | Elliot (hangja)                                      | 1 epizód     |
| 2003      | Will és Grace                       | Will & Grace                          | Jason "JT" Towne                                     | 1 epizód     |
| 2004      |                                     | Foster Hall                           | Clark Hall                                           | próbaepizód  |
| 2005–2010 | Robotcsirke                         | Robot Chicken                         | Bastian Bux / Kevin McCallister / Billy Kid (hangja) | 5 epizód     |
| 2009      | A királyság                         | Kings                                 | Andrew Cross                                         | 5 epizód     |
| 2015–2016 |                                     | The Jim Gaffigan Show                 | önmaga                                               | 8 epizód     |
| 2019      |                                     | Dollface                              | Dan Hackett                                          | 1 epizód     |
| 2020      |                                     | The Eric Andre Show                   | önmaga                                               | 1 epizód     |
| 2021      | Amerikai Horror Story: Két történet | American Horror Story: Double Feature | Mickey                                               | 5 epizód     |
| 2022      |                                     | Entergalactic                         | Downtown Pat                                         | Különkiadás  |

## Díjak és jelölések
- 1991 – Golden Globe-díj jelölés – a legjobb vígjáték vagy musical színész – Reszkessetek, betörők!
- 2023 – Csillagot kapott a hollywoodi Walk of Fameben[18]